# Gūrdīāl
Gūrdīāl (persiska: Bardīāl, گوردیال, بردیال, گواردیال) är ett samhälle i Iran.   Det ligger i provinsen Kerman, i den sydöstra delen av landet, 1 200 km sydost om huvudstaden Teheran. Gūrdīāl ligger 1 100 meter över havet och antalet invånare är 161.
Terrängen runt Gūrdīāl är kuperad åt sydost, men åt nordväst är den platt.Runt Gūrdīāl är det glesbefolkat, med 8 invånare per kvadratkilometer. Det finns inga andra samhällen i närheten. Trakten runt Gūrdīāl är ofruktbar med lite eller ingen växtlighet.